# Charles Pitts
Charles "Skip" Pitts (Washington, 7 april 1947 – Memphis, 1 mei 2012) was een Amerikaans soul- en bluesgitarist. Hij is het meest bekend van zijn "wah-wah" style.  
Pitts leerde op straat gitaar spelen in zijn geboortestad Washington en kreeg vaak tips van zijn buurtgenoot Bo Diddley. Via zijn oom (die had een hotel naast het Howard Theater) ontdekte hij de soulmuziek. Toen hij 17 was speelde hij mee op het album van Gene Chandler "Rainbow '65,". Hierdoor werd hij vaker gevraagd en zo belandde hij als gitarist bij Wilson Pickett en Sam & Dave. In 1969 speelde hij bij de Isley Brothers en scoorde met de hit "It's Your Thing".
In 1970 verhuisde hij naar Memphis en ging aan het werk met Isaac Hayes. Hij produceerde daar de bekende wah-wah guitar voor Theme From Shaft, een hit die Hayes een Academy Award opleverde.
Hij bleef tot aan diens dood in 2008 werken met Hayes en maakte de documentaire Wattstax (1973) en de film Truck Turner (1974). In de jaren 90 maakten zij samen met John Singleton de remake van Shaft en de soundtrack van de serie South Park. Dit leverde een gouden plaat op in de VS.
Tussendoor maakte hij nog meer hits voor platenmaatschappij Stax Records. Zoals met Rufus Thomas ("The Breakdown"), The Temprees ("Dedicated to the One I Love"), The Soul Children, Albert King, Al Green en met Cyndi Lauper trad hij op in de televisieshows The Apprentice en Late Night with David Letterman.
Vanaf 2001 werkte hij samen met Dr. Dre, Snoop Dogg, Beastie Boys, Massive Attack en anderen.
Op 1 mei 2012 stierf hij aan kanker in Memphis op 65-jarige leeftijd.

## Films
- Wattstax
- Truck Turner
- Forty Shades of Blue
- Black Snake Moan
- Soul Men
- Hustle and Flow

## Varia
Pitts was de stem van "the Memphis Police Department's "Blue Crush" commercial om zinloos geweld in de stad te stoppen.
- Biblioteca Nacional de España: XX4424137
- Gemeinsame Normdatei: 134900510
- MusicBrainz: 723e14b4-9022-4883-9bf2-06a3c1550e46
- Virtual International Authority File: 169183491
- WorldCat: E39PBJh4rQTvh7HvPwd6MbTGpP